# Popcorn Time
Popcorn Time är en fri och öppen mjukvara för flera plattformar avsedd att strömma media. Den har inbyggd BitTorrent-klient och mediaspelare. Mjukvaran och dess avknoppningar är ett gratis alternativ till prenumerationstjänster och har kallats "piraternas Netflix".
Med Popcorn Time Online kan användaren köra Popcorn Time direkt i webbläsaren. Den använder sig av insticksprogrammet Torrents Time, en torrentklient med videospelare och VPN-tunnel. Källkoden är öppen och alla filerna är tillgängliga via Github.

## Historik
Vid sin tillkomst 2013 fick Popcorn Time stor och positiv uppmärksamhet i media och dess användarvänlighet jämfördes med Netflix. Efter den ökade populariteten, och påtryckningar från MPAA, togs programmet bort av dess ursprungliga utvecklare den 14 mars 2014. Sedan dess har Popcorn Time avknoppats av flera andra utvecklingsteam som underhåller mjukvaran och skapar nya funktioner. I augusti 2015 rapporterade Torrentfreak att de ursprungliga utvecklarna gav sitt stöd till avknoppningen popcorntime.io.

## Versioner
Mjukvaran har släppts till
- Android 4.0 och uppåt
- Mac OSX 10.7 och uppåt
- Windows XP och uppåt
- iOS 7 och uppåt
- 32-bit och 64-bit Linux

## Bildgalleri

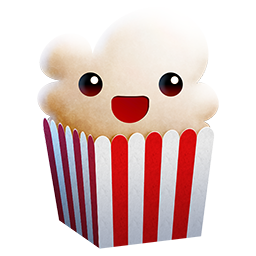
Maskoten Pochoclín
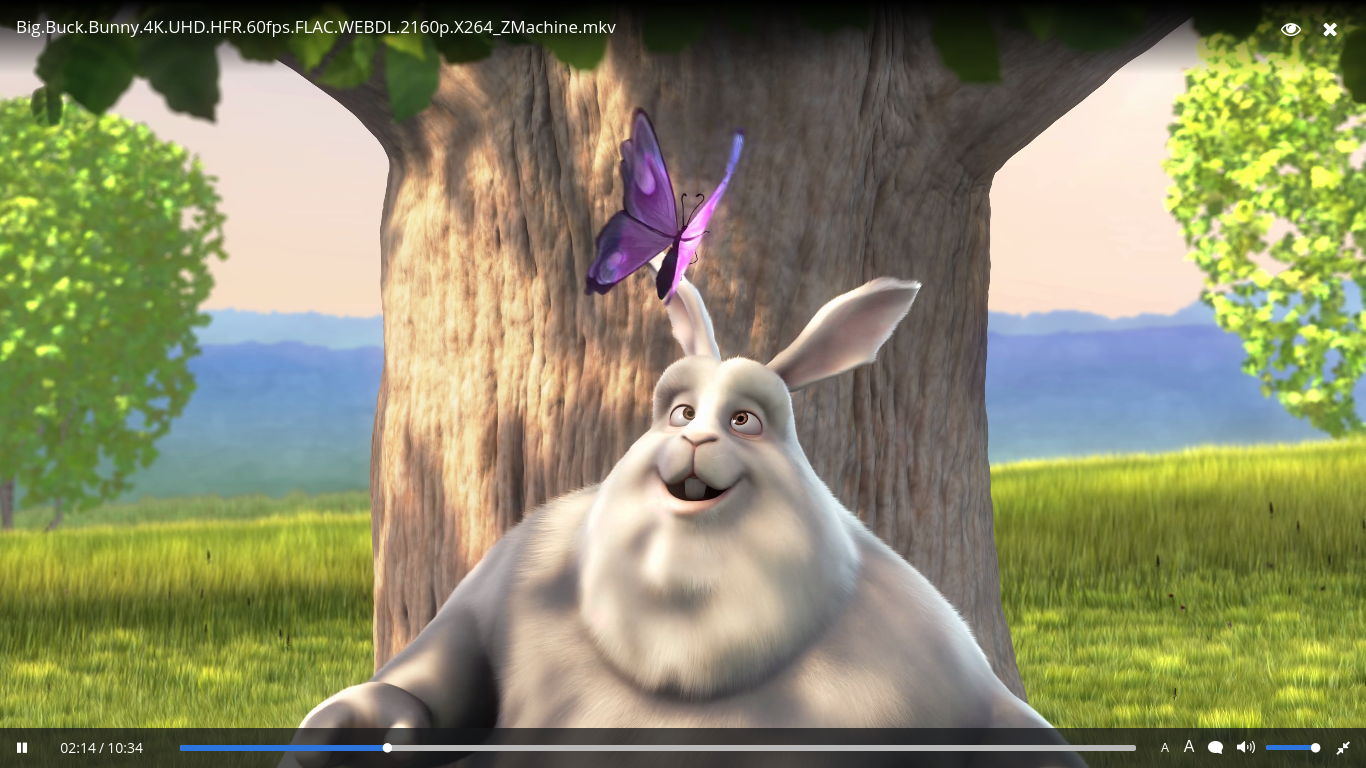
Filmen Big Buck Bunny i Popcorn Time 0.3.8